# صبري العسلي
صبري العسلي (1903-1976)، سياسي سوري من دمشق، تولى رئاسة الحكومة السورية في الخمسينيات وكان نائباً للرئيس جمال عبد الناصر في الجمهورية العربية المتحدة عام 1958. وهو أحد قادة عصبة العمل القومي ومن رجالات الكتلة الوطنية التي حاربت الانتداب الفرنسي في سورية. وقد تولى وزارة الداخلية السورية خلال حرب فلسطين وأصبح أميناً عاماً للحزب الوطني المحسوب على رئيس الجمهورية شكري القوتلي.

## البداية
ولِد صبري العسلي في مدينة قونيا التركية عندما كان والده زاهد العسلي منفياً في عهد السلطان عبد الحميد الثاني. وكان عمه شكري العسلي محامياً وإدارياً بارزاً، إنتخب نائباً عن دمشق في مجلس المبعوثان قبل أن يتم اعتقاله وإعدامه بتهمة الخيانة ضد الدولة العثمانية عام 1916. عاد صبري العسلي إلى دمشق مع أفراد أسرته عند تحرير البلاد من الحكم العثماني مع نهاية الحرب العالمية الأولى سنة 1918 وانتسب إلى معهد الحقوق في الجامعة السورية، ليتخرج منه سنة 1924.

## نشاطه في الثورة السورية الكبرى
انضمّ صبري العسلي إلى صفوف المجاهدين في الثورة السورية الكبرى التي انطلقت من جبل الدروز سنة 1925 وعمل مع قائدها العام سلطان باشا الأطرش على نقل السلاح والعتاد إلى ثوار غوطة دمشق، فصدرت ثلاث أحكام إعدام بحقه من قبل المحاكم العسكري الفرنسي. هرب إلى فلسطين ومن ثمّ إلى الرياض، حيث عمل مستشاراً سياسياً للملك عبد العزيز آل سعود حتى سنة 1928.

## عصبة العمل القومي
بعد عودته إلى سورية، شارك صبري العسلي في تأسيس عصبة العمل القومي في قرية قرنائل بجبل لبنان سنة 1932، وكُلّف بفتح فروعاً لها في بيروت وطرابلس. كانت عصبة العمل القومي تضم لفيفاً من قادة الفكر والنضال، مثل البروفيسور قسطنطين زريق والمفكر القومي زكي الأرسوزي والسياسي الدمشقي أحمد الشرباتي، يقودهم شاب من مدينة تلكلخ يدعى عبد الرزاق الدندشي. هدفت العصبة إلى تحرير البلاد من الإنتداب الفرنسي الذي فُرض على سورية بقوة السلاح سنة 1920، بوجب إتفاقية سايكس بيكو الموقعة خلال الحرب العالمية الأولى بين الحكومة الفرنسية ونظيرتها البريطانية. ولكن العسلي إنشق عن صفوفها سنة 1936 وانضم إلى الكتلة الوطنية التي ظهرت في دمشق، بتشجيع ودعم من شكري القوتلي، الذي تبناه سياسياً وشكّل تحالفاً متيناً معه دام حتى نهاية الخمسينيات.

## نشاطه في الكتلة الوطنية
وفي نهاية عام 1936، انتُخب صبري العسلي نائباً عن دمشق في البرلمان السوري، على قوائم الكتلة الوطنية التي وصلت إلى الحكم إثر توقيع معاهدة بين رئيسها هاشم الأتاسي ورئيس وزراء فرنسا ليون بلوم. وقد حافظ العسلي على مقعده النيابي حتى سقوط عهد الكتلة الأول إثر فشلها في تطبيق معاهدة عام 1936 وعدم قدرتها على منع سلخ منطقة لواء إسكندرون وضمها إلى تركيا. وفي عام 1942، أمرت فرنسا الحرة باعتقاله ونفيه إلى سجن راشيا لمدة عام، بتهمة التعاطف مع ألمانيا النازية في الحرب العالمية الثانية. وبعد انتخاب شكري القوتلي رئيساً للجمهورية سنة 1943، عاد صبري العسلي إلى المجلس النيابي وعُيّن وزيراً للداخلية في حكومة الرئيس فارس الخوري يوم 7 نيسان 1945. ومن هنا شارك في تأسيس جامعة الدول العربية، حيث كان ضمن الوفد السوري المؤسس مع وزير الخارجية جميل مردم بك. وكان العسلي على رأس عمله عندما وقع العدوان الفرنسي على مدينة دمشق في 29 أيار1945، عندما أمر كافة المواطنين السوريين المنتسبين إلى قوة الدرك والأمن العام بالانشقاق عن وظائفهم وحمل السلاح مع المقاومة الوطنية ضد فرنسا. وفي آب 1945، عُيّن وزيراً للعدل في حكومة فارس الخوري الثانية حتى 30 أيلول 1945. شُكلت حكومة جديدة بعدها برئاسة سعد الله الجابري، الذي أعاد تكليف العسلي بحيقبتي العدل والمعارف معاً. وكان العسلي وزيراً عندما حصلت سورية على استقلالها يوم 17 نيسان 1946، وشارك برفع العلم السوري فوق سماء دمشق مع رئيس الجمهورية شكري القوتلي، معلناً تحرير البلاد من الإنتداب الفرنسي. 

## تأسيس الحزب الوطني
وفي مطلع عهد الاستقلال، سُمّي صبري العسلي وزيراً للداخلية في حكومة الرئيس سعد الله الجابري الثالثة، من 27 نيسان 1946 وحتى 27 كانون الأول 1946. غاب بعدها عن أي منصب حكومي وتفرّغ لتأسيس الحزب الوطني، الذي أُنشأ على أنقاض الكتلة الوطنية. انتخب صبري العسلي أميناً عاماً للحزب، وتم انتخاب سعد الله الجابري رئيساً له. وقد ضمّ الحزب عدداً من قادة الكتلة الوطنية الكبار، مثل جميل مردم بك وفخري البارودي ولطفي الحفار، وكان يهدف للمحافظة على استقلال سورية بنظامها الجمهوري والتصدي لمشروع سورية الكبرى الذي نادى به الملك عبد الله بن الحسين، ملك الأردن. قام صبري العسلي بنتسيب جميع حلفائه وأصدقائه إلى الحزب الوطني، وعلى رأسهم ظافر القاسمي، نقيب محامين دمشق وتوفيق الحبوباتي، صاحب مطعم نادي الشرق.

## حرب فلسطين الأولى
بعد ثلاثة أشهر من إندلاع حرب فلسطين الأولى، عُيّن صبري العسلي وزيراً للداخلية في حكومة الرئيس جميل مردم بك في آب 1948. وقد حاول منع المظاهرات العارمة التي اندلعت في دمشق وكافة المدن السورية، وقام باعتقال صلاح البيطار، أحد قادة حزب البعث، وسيقه إلى سجن تدمر بتهمة إثارة الشغب والتحريض ضد الدولة السورية. هذا وقد تعرض صبري العسلي خلال تواجده في وزارة الداخلية إلى محاولة اغتيال، عندما ألقى أحد المتظاهرين قنبله صوبه في شوارع العاصمة دمشق.

## مرحلة الانقلابات 1949-1954
سقط صبري العسلي من الحكم مع سقوط عهد الرئيس شكري القوتلي في 29 أذار 1949، عندما أُطيحَ بهما على يد الزعيم حسني الزعيم، قائد الجيش في أول انقلاب عسكري عرفته البلا. وكان العسلي قد قضى ليلة بصحبة حسني الزعيم في فندق أمية قبل وقوع الإنقلاب بساعات محدودة، ولم يخطر في باله أن الأخير يحضر لانقلاب عسكري ضد رئيس الجمهورية. أمر الزعيم بحلّ المجلس النيابي الذي كان العسلي عضواً فيه، وقام باعتقال شكري القوتلي ونقله في سجن المزة، كما أمر بحلّ جميع الأحزاب السياسية، وعلى رأسها الحزب الوطني. وبعد انتهاء عهد الزعيم ومقتله إثر انقلاب عسكري ثانٍ في 14 آب 1949، أُعيد العمل بالدستور السوري وانتُخبَ هاشم الأتاسي رئيساً للجمهورية. وقد خاض الحزب الوطني، بقيادة صبري العسلي، الانتخابات البرلمانية التي جرت عام 1949 وفاز بثلاثة عشر مقعد من أصل 114، فيما اعتبر هزيمة كبيرة لأمينه العام بالمقارنة من حزب الشعب الذي كان مركزه في حلب، والذي حصد 43 مقعد في البرلمان السوري.
وفي ولاياته الدستورية الثانية، دخل هاشم الأتاسي في مفاوضات وحدة فيدرالية مع العراق، حظيت على مباركة من حزب الشعب المسيطر يومها على الحكومة والمجلس النيابي، والمعروف بموقفه الداعم للأسرة الهاشمية الحاكمة في بغداد. وقد فاجأ العسلي خصومه وحلفائه معاً بإتخاذ موقف داعم لهذه الوحدة، بالرغم من معارضته لها في الماضي القريب، مما أدى إلى إنشقاقات داخل الحزب الوطني. ولم يكتفِ العسلي بهذا الحد، وذهب إلى مدينة برمانا اللبنانية للقاء رئيس وزراء العراق فاضل الجمالي والمزاودة على حزب الشعب بقضية الوحدة مع العراق. ولكن هذا المشروع أجهض قبل أن يرى النور، عند قيام العقيد أديب الشيشكلي بانقلاب عسكري في كانون الأول 1949، حيث أمر باعتقال اللواء سامي الحناوي قائد الجيش، الداعم الرئيسي للوحدة السورية العراقية. وبعد وصول الشيشكلي إلى الحكم سنة 1953، أمر بإعتقال صبري العسلي وأرسله مخفوراً إلى سجن المزة، بتهم تقاضي أموال من الحكومة العراقية لقلب نظام الحكم الجمهوري في سورية.

## حكومة العسلي الأولى (أذار – حزيران 1954)
بعد الإطاحة بأديب الشيشكلي، أعيد العمل بالدستور وطُلب من الرئيس هاشم الأتاسي العودة إلى الحكم واعتبار أن عهد الشيشكلي العسكري لم يمر على سورية. وفي 1 أذار 1954، طلب الرئيس هاشم الأتاسي من صبري العسلي تشكيل الحكومة السورية، شرط أن تكون جامعة وشاملة وأن تضم كافة العناصر الوطنية التي قاومت حكم الشيشكلي. تعاون العسلي مع خصومه في حزب الشعب، كونهم أكبر المعارضين للشيشكلي، وجاء بالدكتور معروف الدواليبي وزيراً للدفاع، وبنائب حمص فيضي الأتاسي وزيراً للخارجية، وبالأستاذ علي بوظو وزيراً للداخلية، وجميعهم من قادة حزب الشعب. كان من المترض أن تشرف حكومته على الإنتخابات النيابية والرئاسية المقبلة، ولكنها سقط بعد ثلاثة أشهر فقط، نظراً لمجابه حصلت بين العسلي المؤسسة العسكرية، عندما حاول تقليم أظافر الضباط المحسوبين على أديب الشيشكلي. وقد وجهت اتهامات لصبري العسلي أنه كان موالياً للولايات المتحدة الأميركية، عند استقباله لنائب رئيس الجيش الأميركي أرثر ترودو، الذي بحث معه في إمكانية التعاون ضد المد الشيوعي في الشرق الأوسط. توجه الرئيس العسلي إلى مدينة الإسكندرية بصفته رئيساً للحكومة وأميناً عاماً للحزب الوطني، واجتمع مع الرئيس شكري القوتلي طالباً منه العودة إلى سورية والترشح للرئاسة الأولى. عاد القوتلي إلى دمشق يوم 7 آب 1955 وكان صبري العسلي في مقدمة مستقبليه، وخاض المعركة الرئاسية ليعاد انتخابه رئيساً للجمهورية في أيلول 1955.

## حكومة العسلي الثانية (شباط 1955-أيلول 1955)
وخلال الأشهر الأخيرة من عهد هاشم الأتاسي، تم تكليف صبري العسلي مجدداً برئاسة الحكومة السورية في 13 شباط 1955. تسلّم العسلي وزارة الداخلية بنفسه، وأسند معظم الحقائب الوزارية إلى المستقلين، مثل خالد العظم الذي قام بتعينه وزيراً للخارجية والدفاع، وعبد الباقي نظام الدين الذي بات وزيراً للأشغال االعامة، ورئيف الملقي الذي أصبح وزيراً للمعارف، وحامد الخوجا الذي عُيّن زيراً للزراعة. جميعهم كانوا مستقلين غير المحسوبين لا على الحزب الوطني أو على حزب الشعب.
وطُلب من صبري العسلي إتخاذ موقف واضح من الصراعات الدائرة حول سورية يومها بين المعسكر الغربي، بقيادة الولايات المتحدة الأميركية، والشرقي، بقيادة الإتحاد السوفيتي. حاول العسلي جاهداً الوقوف على الحياد، معلناً رفضه دخول سورية في حلف بغداد المعارض للشيوعية ولكنه أجبر على اتخاذ موقف معادي للغرب بعد مقتل العقيد عدنان المالكي، نائب رئيس أركان الجبش السوري، في 22 نيسان 1955. كان المالكي محسوبًا على التيار القومي، المعارض للغرب، وأدى مقتله إلى تصاعد كبير في نفود العسكر واليسار السياسي في سورية. وجه الرئيس صبري العسلي أصابع الاتهام إلى الولايات المتحدة الأميركية وإلى الحزب السوري القومي الإجتماعي، الذي أمر بحلّه واعتقال كافة أعضائه، بما في ذلك الأمينة الأولى جوليت المير، أرملة مؤسس الحزب أنطون سعادة. كما صادق العسلي على قرار تعين العقيد عبد الحميد السراج رئيساً للمكتب الثاني (شعبة المخابرات العسكرية) الذي تم تكليفه بمتابعة التحقيقات بقضية مقتل عدنان المالكي.

## حكومة العسلي الثالثة (حزيران-كانون الأول 1956)
وبعد عودة شكري القوتلي إلى الحكم، تم تكليف صبري العسلي بتكشيل الحكومة مجدداً، وذلك بتاريخ 14 حزيران 1956. أهم ما جاء في هذه الحكومة هو تعاون رئيسها مع حزب البعث العربي الإشتراكي، بالرغم من انعدام الود بينهما، وذلك نظراً لفوز الحزب بسبعة عشر مقعد في المجلس النيابي السوري خلال انتخابات عام 1954، مما خوله لتولي رئاسة البرلمان حقائب وزارية في حكومة العسلي. وكان حزب البعث داعماً للمعسكر الشرقي في الحرب البادرة، وموالياً للرئيس المصري جمال عبد الناصر. ذهبت وزارة الخارجية في حكومة العسلي الثالثة إلى صلاح البيطار، أحد قادة البعث، وتسلّم خليل كلاس البعثي وزارة الاقتصاد. أما حزب الشعب فقد تراجعت حظوظه في الحكم، بالرغم من فوزه بما لا يقل عن 30 مقعد في المجلس النيابي، وذلك بسبب فتور علاقته بالمؤسسة العسكرية. أما الحزب الوطني، فلم تتجاوز حصته 19 مقعد في برلمان عام 1954. لم يتسلّم حزب الشعب إلا حقائب الصحة والمعارف والزراعة، وذهب حقيبة الأشغال للحزب الوطني، والعدل لحركة الإخوان المسلمين.
وفي عهد صبري العسلي الثالث تم افتتاح مصرف سورية المركزي وحصل العدوان الثلاثي على مصر بعد تأميم الرئيس جمال عبد الناصر لقناة السويس سنة 1956. وتوجه الرئيس العسلي إلى موسكو برفقة الرئيس شكري القوتلي، مطالباً بدعم عسكري سوفيتي لمصر للوقوف في وجه الجيوش البريطانية والفرنسية والإسرائيلية. وأخيراً، قام عبد الحميد السراج، الماسك بزمام الأمور العسكرية والأمنية في سورية، قام بنسف أنابيب النفط البريطانية العابرة للأراضي السورية، مما أدى إلى قطع العلاقات الدبلوماسية بين سورية وكلّ من بريطانيا وفرنسا وتنامي النفوذ السوفيتي في دمشق.

## الحكومة العسلي الرابعة (كانون الأول 1956 – شباط 1958)
وفي عهده الأخير الذي بدأ نهاية عام 1956، تخلى الرئيس العسلي عن كافة السياسيين المحسوبين على حزب الشعب، نظراً لإدانة بعض رفاقهم بمحاولة انقلاب فاشلة ضده وضد الرئيس القوتلي. سمت يومها بالمؤامرة العراقية وكانت تهدف إلى إقصاء العسلي عن الحكم، ومطالبة رئيس الجمهورية إما بفك ارتباط سورية بمصر أو التنحي عن منصبه. كما سعى الانقلابيون إلى تصفية قادة اليسار في سورية، بداية بخالد بكداش، أمين عام الحزب الشيوعي السوري، مروراً برئيس المجلس النيابي أكرم الحوراني من حزب البعث، وصولاً إلى عبد الحميد السراج، مدير المكتب الثاني. أطلقت أجهزة المخابرات السورية حملة اعتقالات واسعة طالت منير العجلاني، نائب دمشق الأسبق المحسوب على الهاشميين، وعدنان الأتاسي نجل الرئيس هاشم الأتاسي، وهو من قادة حزب الشعب، والوزير السابق ميخائل إليان من الحزب الوطني، إضافة للأمير حسن الأطرش زعيم جبل الدروز الصحفي سامي كبّارة صاحب جريدة النضال والنائب عادل العجلاني.
وبذلك، قام العسلي بإعادة تشكيل حكومته في 31 كانون الأول 1956، مستغنياً عن كل الشخصيات السياسية المحسوبة على الغرب ومكتفياً فقط بالمستقلين والناصرين والقومين العرب. فقد جاء بخالد العظم وزيراً للدفاع، الذي توجه إلى موسكو وعقد صفقات متنوعة من الاتحاد السوفيتي، مُنحت سورية من خلالها سلاحاً روسياً بقيمة 570$ مليون دولار.

## الوحدة مع مصر
في 11 كانون الثاني 1958، توجه وفد من العسكريين السوريين إلى مصر، بقيادة رئيس الأركان عفيف البزرة، واجتمعوا مطولاً مع الرئيس جمال عبد الناصر، مطالباً بإقامة وحدة اندماجية وفورية بين سورية ومصر. لم يكن صبري العسلي على علم بسفرهم، لا هو ولا رئيس الجمهورية أو وزير الدفاع. ولكنهم باركوا جهود الضباط بدلاً من معاقبتهم على تمردهم، وأرسوا وزير الخارجية صلاح البيطار إلى مصر لإعطاء العسكر شرعية سياسية في مفواضاتهم مع جمال عبد الناصر. وقد توجه العسلي إلى القاهرة برفقة الرئيس شكري القوتلي للتفاوض على قيام الجمهورية العربية المتحدة، دون أي قيد أو شرط، في نهاية شهر شباط من العام 1958. وافقوا على حلّ جميع الأحزاب وعلى نقل العاصمة من دمشق إلى القاهرة، وبأن تكون الوحدة اندماجية لا فيدرالية، كما فضلها صبري العسلي ونادى بها منذ عام 1956. وعند إقامة جمهورية الوحدة، تنازل شكري القوتلي عن منصبه طوعياً لصالح الرئيس عبد الناصر، وعُيّن صبري العسلي نائباً لرئيس الجمهورية العربية المتحدة. ولكنه أُجبر على الاستقالة من منصبه في 7 تشرين الأول 1958، عندما ظهر إسمه في التحقيقات الجارية في العراق بعد الثورة على عهدها الملكي، حيث تبين أن صبري العسلي كان قد تقاضى أموالاً من الحكومة العراقية المحسوبة على الغرب في زمن الرئيس أديب الشيشكلي.

## العسلي في زمن الانفصال
بارك صبري العسلي بإنقلاب الإنفصال الذي أطاح بجمهورية الوحدة يوم 28 أيلول 1961، وشارك في إصدار بين من منزل الوزير السابق أحمد الشرباتي، جاء فيه نقد لاذع لجمال عبد الناصر. وقد انتخب نائباً عن دمشق في البرلمان السورية نهاية عام 1961، ولكنه غاب عن أي منصب حكومي من بعدها. وحافظ على مقعده النيابي حتى انقلاب حزب البعث يوم 8 أذار 1963، حين صدور قرار بعزل صبري العسلي مدنياً، بتهمة المشاركة بما سمي بجريمة الانفصال. مُنع العسلي من تسلّم أي منصب في الدولة السورية من بعدها، أو تقاضي أي راتب أو حمل أي وسام.

## الوفاة
توفي صبري العسلي في دمشق عن عمر ناهز 73 عاماً في 13 نيسان 1976. لم يتزوج طوال حياته وبقي أعزباً، وكان لقبه «أبو شجاع» نظراً للبسالة التي أبداها ضد الفرنسيين في زمن الثورة السورية الكبرى.